# Anti-judaïsme

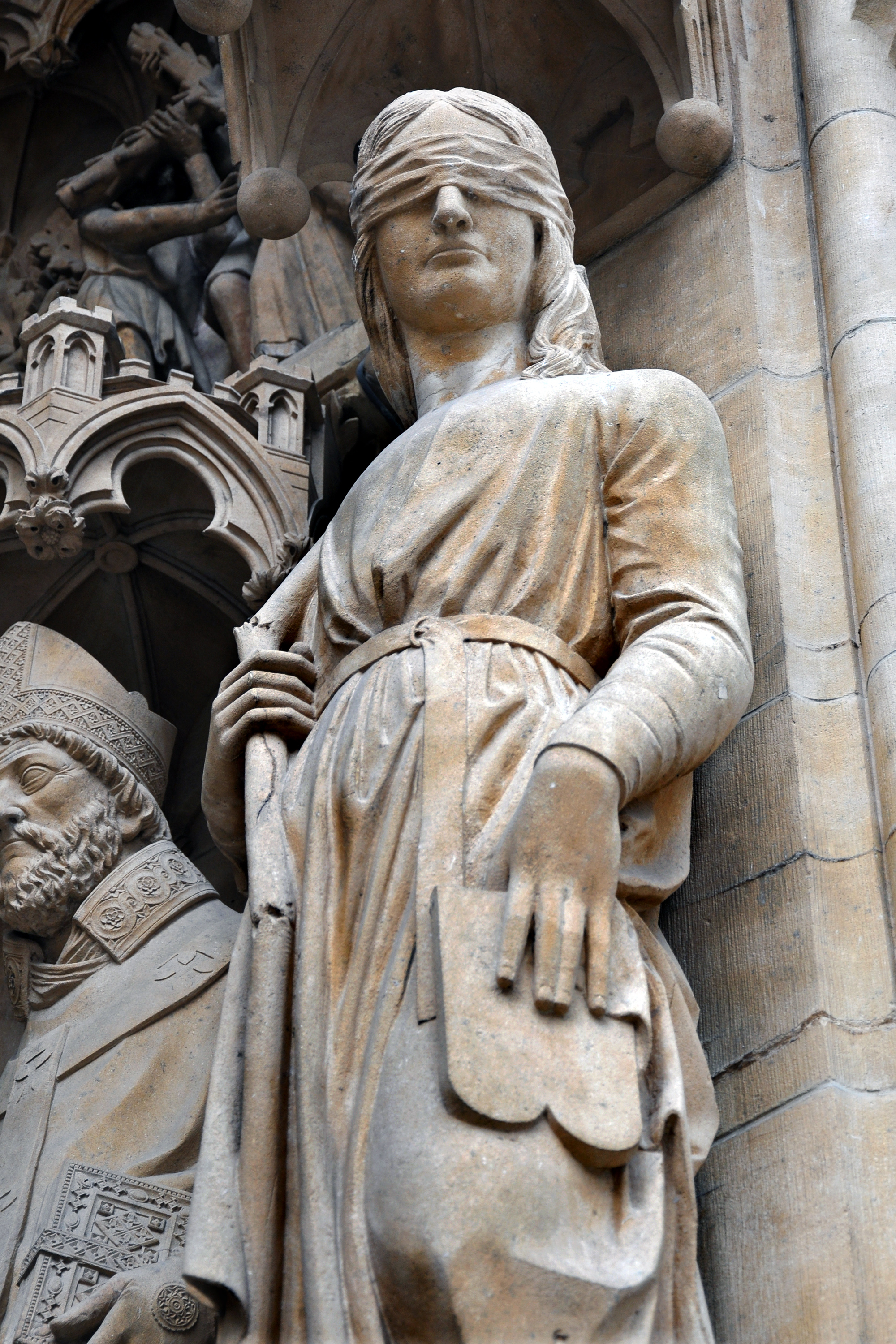
Een uiting van anti-judaïsme in het christendom. Een beeld op de Kathedraal van Metz laat een geblinddoekte vrouw met de stenen tafelen zien. De stenen tafelen zijn op zijn kop weergegeven. In haar andere hand heeft de vrouw een gebroken vaandel en ze wendt haar hoofd af. De vrouw, Synagoge genoemd, staat hier symbool voor het jodendom, dat Jezus Christus afwijst en daarmee zou bewijzen blind te zijn voor het ware geloof.

Anti-judaïsme is het geheel of gedeeltelijk afwijzen van de joodse religie en de mensen die deze religie aanhangen. Anti-judaïsme richt zich op de verschillen tussen judaïsme en andere geloofsrichtingen, met name binnen het christendom. Het wordt onderscheiden van antisemitisme, dat gebaseerd is op raciale en etnische vooroordelen.

## Romeinse tijd
De Romeinen waren in het algemeen tolerant ten aanzien van andere religies. 
Na de Joodse opstand van 66-70 n.Chr. echter volgden scherpe maatregelen. Nadat de Tweede Joodse tempel te Jeruzalem door zijn zoon Titus was verwoest, zette keizer Vespasianus de joodse tempelbelasting om in een joodse belasting: de Fiscus Judaicus. Zo werden de joden gedwongen mee te betalen aan de herbouw van de Jupitertempel in Rome, die tijdens de burgeroorlog van het jaar 69 was afgebrand.
In het jaar 95 werd Flavius Clemens ter dood gebracht omdat hij een joods leven leidde.
Sommige Romeinse keizers wilden als een god aanbeden worden. Een andere god aanbidden is binnen de joodse religie echter absoluut verboden. Dit leidde tot problemen. Na de oorlog in 135 na Christus veranderde keizer Hadrianus de naam van "Iudaea" (latijn voor Judea) in "Syria Palaestina." De naam van Jeruzalem werd gewijzigd in Aelia Capitolina in een poging om de historische banden van het Joodse volk met deze regio te verbreken.

## Christenen

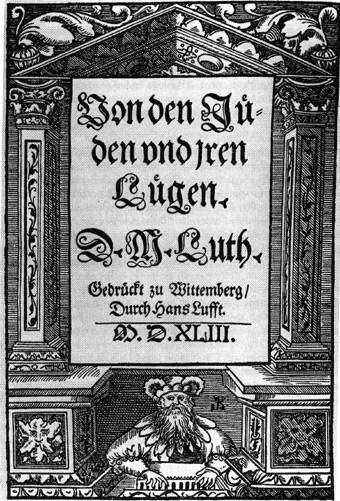
Het boek van Maarten Luther

De aanhangers van het christendom hebben op veel punten een anti-judaïstisch standpunt ingenomen. Na te zijn begonnen als een beweging vanuit het jodendom, namen de vroege christenen afstand van de joodse geboden, zoals de spijswetten en de besnijdenis. De christenen zagen Jezus als de verwachte Messias, hetgeen de Joden niet zo zien.
In 1543 schreef Maarten Luther zijn boek Von den Jüden und iren Lügen (Over de Joden en hun leugens). In dat boek stelt Luther voor om synagogen en scholen van Joden te verbranden, hun huizen van ze af te nemen, hun te verbieden te preken en te bidden, en hun ook te verbieden Gods naam te noemen. Door sommigen wordt dit boek niet als anti-judaïstisch, maar als antisemitisch gezien.
Ook het echtpaar Lucas en Jenny Goeree nam in de jaren 1980 een anti-judaïstisch standpunt in. Een voorbeeld van een recente anti-judaïstische tekst, geschreven naar aanleiding van de kwestie Goeree, is een citaat uit een redactioneel commentaar in het Reformatorisch Dagblad van 30 oktober 1985:
Het is echter mogelijk de Joodse religie volstrekt af te wijzen, hetzij als een verstard geheel van zinloze voorschriften uit een grijs verleden, hetzij als een valse religie omdat het kruis van Christus daarin ontbreekt, zonder Jodenhater of antisemiet te zijn.